# Gare d'Anvers-Dam
La gare d'Anvers-Dam (en néerlandais station d'Antwerpen-Dam), est une gare ferroviaire belge (fermée en 2011) des lignes 12 d'Anvers-Central – frontière néerlandaise (Roosendael) et 27A Anvers (Y Liersesteenweg) à Port d'Anvers, située sur le territoire de la ville d'Anvers, dans la Province d'Anvers.

## Situation ferroviaire
Établie à environ 10 mètres d'altitude, la gare fermée d'Anvers-Dam est situé  8,3 de la ligne 12 d'Anvers-Central – frontière néerlandaise (Roosendael), entre les gares de Anvers-Schijnpoort (fermée au trafic voyageurs) et de Merksem (fermée).

## Histoire
La station d'Anvers-Dam est mise en service le 1er juillet 1868.
Le bâtiment, de style néo-gothique, date de 1892. En 1907, lors de la surélévation et la rectification des voies du contournement d'Anvers, le bâtiment a été déplacé de 36 m.
En 2007, la mise en service du tunnel de jonction d'Anvers (nl) (dont la sortie se trouve contre le bâtiment de la gare) fit perdre à Anvers-Dam son trafic de transit ; des trains omnibus furent maintenus en service sur cette ligne jusqu'au 10 décembre 2011. Depuis, la gare d'Anvers-Dam et celle d'Anvers-Est sont désaffectées mais non détruites (il serait possible du jour au lendemain de les rouvrir en tant que points d'arrêt non gardés pour des trains S) tandis que la gare d'Anvers-Schijnpoort située entre les deux est utilisée pour le garage et l'entretien des trains de voyageurs ainsi que pour le garage et la formation des trains de marchandises.